# Розкажи мені свої секрети
Розкажи мені свої секрети (англ. Tell Me Your Secrets) — американський телесеріал-трилер сервісу потокового відео Prime Video. Прем'єра першого сезону відбулася 19 лютого 2021 року.

## Сюжет
Подружка знаменитого маніяка-вбивці Кіта «Татуювальника» Паркера Карен Міллер отримує другий шанс в житті — після ув'язнення вона потрапляє під програму захисту свідків і оселяється в маленькому містечку під іменем Емма Голл. Про події минулого Карен/Емма майже нічого не пам'ятає внаслідок психологічної травми, але в це не вірить Мері Барлоу — невтішна мати, чию доньку Терезу «Татуювальник» викрав і вбив. Оскільки тіло Терези так і не було знайдене, Мері вірить, що Тереза досі жива, але Паркер у в'язниці накладає на себе руки і єдиним свідком, який тепер може щось знати про долю дівчини, лишається Карен. Щоб домогтися відповідей про долю доньки Мері відправляє на її пошуки Джона Тайлера — колишнього серійного ґвалтівника, який сподівався виправитися і стати на праведний шлях.

## Актори та персонажі
- Лілі Рейб — Емма Голл
- Емі Бреннеман — Мері Барлоу
- Геміш Лінклатер — Джон Тайлер
- Енріке Мурсіано — Пітер Гіллорі
- Елліот Флетчер — Джейк Барлоу
- К'яра Аурелія — Роуз Лорд
- Ксав'єр Семюель — Кіт Паркер
- Чейз Стоукс — Адам

## Виробництво

### Кастинг
Разом із анонсом серіалу повідомлялося, що Лілі Рейб, Емі Бреннеман, Хеміш Лінклейтер, Енріке Мурчіано, К'яра Аурелія, Ешлі Мадекве та Браянт Тарді приєдналися до касту. У червні 2018 року стало відомо, що Ксав'є Семюель і Стелла Бейкер приєдналися до основного акторського складу, а Марк Річардсон отримав другорядну роль . У липні 2018 року оголосили, що Кетрін Вілліс і Чарльз Естен отримали другорядні ролі .

### Зйомки
Основні зйомки серіалу відбулися в середині 2018 року в Новому Орлеані, штат Луїзіана .